# Krzysztof Kieżgajło Zawisza
Krzysztof Zawisza Kieżgajło herbu Łabędź (ur. w 1578 roku – zm. 23 stycznia 1670 roku) – kasztelan wileński od 1669, marszałek wielki litewski od 1654 roku, marszałek nadworny litewski od 1649 roku, marszałek Trybunału Głównego Wielkiego Księstwa Litewskiego w 1639 roku, pisarz wielki litewski od 1637 roku, łowczy wielki litewski od 1629 roku, starosta miński i brasławski, marszałek sejmu nadzwyczajnego w 1642.

## Życiorys
Syn podskarbiego wielkiego litewskiego Andrzeja Zawiszy i podstolanki mścisławskiej Zoffi z Wołłowiczów, wnuczki kasztelana nowogrodzkiego Hrehorego Wołłowicza. Miał dwie siostry: Barbarę (zmarłą młodo) i Zofię (zakonnicę) oraz brata Mikołaja, jezuitę, fundatora katedry filozoficznej w Wilnie, który zmarł młodo w Rzymie.
Jego wnuk, Krzysztof Zawisza, jest autorem znanych pamiętników wydanych przez Juliana Bartoszewicza.
Poseł powiatu słonimskiego na sejm 1631 roku. Był członkiem konfederacji generalnej zawiązanej 16 lipca 1632 roku. Poseł na sejm konwokacyjny 1632 roku z powiatu mińskiego. Był elektorem Władysława IV Wazy z województwa mińskiego w 1632 roku, podpisał jego pacta conventa. Jako poseł na sejm koronacyjny 1633 roku wszedł w skład komisji do wojny z Moskwą i organizacji wojska.
Poseł na sejmy ekstraordynaryjne 1635, 1637, 1642 i 1647 roku. Poseł na sejm koronacyjny 1633 roku, sejm zwyczajny 1635 roku, sejm zwyczajny 1637 roku, sejm 1638 roku, sejm 1640 roku,  sejm 1641 roku, sejm 1643 roku, sejm 1645 roku. Był posłem na sejm 1646 roku. Jako poseł na sejm konwokacyjny 1648 roku z powiatu brasławskiego był członkiem konfederacji generalnej zawiązanej 31 lipca 1648 roku. W 1648 roku był elektorem Jana II Kazimierza Wazy z województwa wileńskiego, podpisał jego pacta conventa. Poseł na sejm sejm koronacyjny 1649 roku, sejm 1649/1650 roku, poseł sejmiku mińskiego na sejm 1650 roku. Na sejmie koronacyjnym 1649 roku wyznaczony z Senatu komisarzem do zapłaty wojsku Wielkiego Księstwa Litewskiego. Na sejmie 1650 roku wyznaczony z Senatu komisarzem do zapłaty wojsku Wielkiego Księstwa Litewskiego. Na sejmie 1655 roku wyznaczony z Senatu komisarzem do zapłaty wojsku Wielkiego Księstwa Litewskiego.
Był uczestnikiem konfederacji tyszowieckiej w 1655 roku. Na sejmie 1658 roku wyznaczony z Senatu komisarzem do zapłaty wojsku Wielkiego Księstwa Litewskiego. Był deputatem z Senatu na Trybunał Skarbowy Wielkiego Księstwa Litewskiego w 1659 roku i 1661 roku.
W 1661 roku otrzymał ze skarbu francuskiego 1200 liwrów.
Na sejmie 1662 roku wyznaczony z Senatu komisarzem do zapłaty wojsku Wielkiego Księstwa Litewskiego. Na sejmie 1667 roku wyznaczony z Senatu komisarzem do zapłaty wojsku Wielkiego Księstwa Litewskiego.
Za żonę pojął Katarzynę Konstancję Tyszkiewicz, córkę wojewody brzeskiego Jana Eustachego Tyszkiewicza i Zofii z ks. Wiśniowieckich. Miał dzieci:
- Andrzeja Kazimierza, pisarza wielkiego litewskiego, ożenionego z Heleną Aleksandrą ks. Ogińską (córką Aleksandra i Katarzyny ks. Połubińskiej) – rodziców wojewody mińskiego Krzysztofa i Anny, żony kasztelana trockiego Marcina Michała Kryszpina-Kirszenszteina (syna podskarbiego wielkiego litewskiego Hieronima Kryszpina-Kirszenszteina i Anny z Młockich)
- Jana Jerzego, rotmistrza królewskiego, starostę brasławskiego, ożenionego z Apolonią Kryszpin-Kirszensztein, córką podskarbiego wielkiego litewskiego Hieronima Kryszpina-Kiszenszteina i Anny z Młockich – rodziców Anny  I v. za Czerniewskim IIv. za Piotrem Stanisławem hr. Tarnowskim IIIv. za Krzysztofem Benedyktem Niemirowiczem-Szczyttem, kasztelanem smoleńskim
- Annę Konstancję, żonę Feliksa Paca, podkomorzego wielkiego litewskiego
- Teklę[28]